# Thunderbolt (voiture de records)
Pour les articles homonymes, voir Thunderbolt.
Thunderbolt est une voiture britannique des années 1930, titulaire de records de vitesse terrestres, pilotée par George Eyston.

## Records détenus
Entre 1937 et 1939, la compétition pour les records de vitesse terrestres était entre deux Anglais: George Eyston et John Cobb. Le premier record de la Thunderbolt a été établi à 502 km/h le 19 novembre 1937, sur le lac salé de Bonneville. Moins d'un an plus tard, la Thunderbolt retourna au lac salé avec une aérodynamique améliorée, et améliora son record à 556 km/h le 27 août 1938.
Ce record tint quelques semaines avant que John Cobb ne brise la barre des 350 mph, soit 563 km/h, sur sa Reid-Railton, portant le record à 569 km/h, le 15 septembre 1938, alors qu'Eyston assistait. Ce qui le poussa à reprendre la Thunderbolt pour établir un nouveau record à 575 km/h. Le record de Cobb n'avait pas tenu 24 heures.
Eyston et Thunderbolt détiennent le record près d'un an, jusqu'à ce que Cobb l'améliore à nouveau à 595 km/h, le 23 août 1939. Ce fut la dernière tentative de record, avant le déclenchement de la Seconde Guerre Mondiale. Bien que Cobb soit rentré après la guerre et développa sa voiture pour dépasser les 400 miles à l'heure, soit 640 km/h, la Thunderbolt n'a jamais tenté un nouveau record.

## Conception
Les principales voitures de records de vitesse de l'époque avaient pris deux approches pour obtenir de la puissance; soit en utilisant le moteur le plus récent et le plus sophistiqué disponible, ou en combinant plusieurs moteurs. La Thunderbolt utilisa les deux techniques pour produire une voiture d'une puissance sans précédent. En son temps, des termes comme « leviathan » et « béhémoth » ont été couramment utilisés pour décrire la voiture de sept tonnes, plus de deux fois le poids de ses concurrentes.
La Thunderbolt utilise sont deux moteurs d'avion Rolls-Royce R-type V-12, comme celui utilisé dans l'Oiseau Bleu de Malcolm Campbell en 1933. En fait, l'un des moteurs de rechange d'Eyston pour les tentatives de records était prêté par Campbell. Il y avait si peu de moteurs construits (autour de vingt) que beaucoup d'entre eux avaient des carrières remarquables sur plusieurs records. L'un des moteurs de la Thunderbolt avait déjà alimenté le vainqueur de la Coupe Schneider. Chaque moteur avait une cylindrée de 36,5 litres, était suralimenté, et présentaient une puissance de sortie de 2 383 ch (1 752 kW). La manipulation de toute cette puissance dans un seul essieu moteur requiert une grande innovation dans la métallurgie et la fabrication du train d'engrenage, ainsi que de refroidir l'ensemble de la transmission.
Le châssis et la carrosserie ont été construits à l'usine Bean à Tipton. Il y avait trois essieux et huit pneus. Les deux essieux de pilotage avaient des voies différentes, de sorte que chaque pneu puisse rouler sur une surface propre, plutôt que de suivre une ornière. L'essieu arrière utilise des roues jumelées afin de réduire la charge, une technique déjà utilisée par Bluebird. Des panneaux séparés de Birmabright poli, un nouvel alliage d'aluminium, revêtent le châssis. La carrosserie n'a jamais eu le raffinement aérodynamique de la Railton Special et était nettement polyédrique en apparence. À l'arrière, se trouvait une grande aile triangulaire, flanquée d'une paire de freins à air à commande hydraulique.

### Modifications de conception
Lors de sa construction il y avait une grande prise d'air à huit faces à l'avant, remplacé par un plus petit ovale d'admission pour l'année 1938. Une autre amélioration pour cette deuxième tentative fut de peindre une flèche noire mate sur le côté de la voiture. Pendant les premières tentatives, le nouvel équipement de chronométrage photo-électrique n'avait pas réussi à distinguer la carrosserie d'aluminium poli de la voiture du blanc brillant du sel.

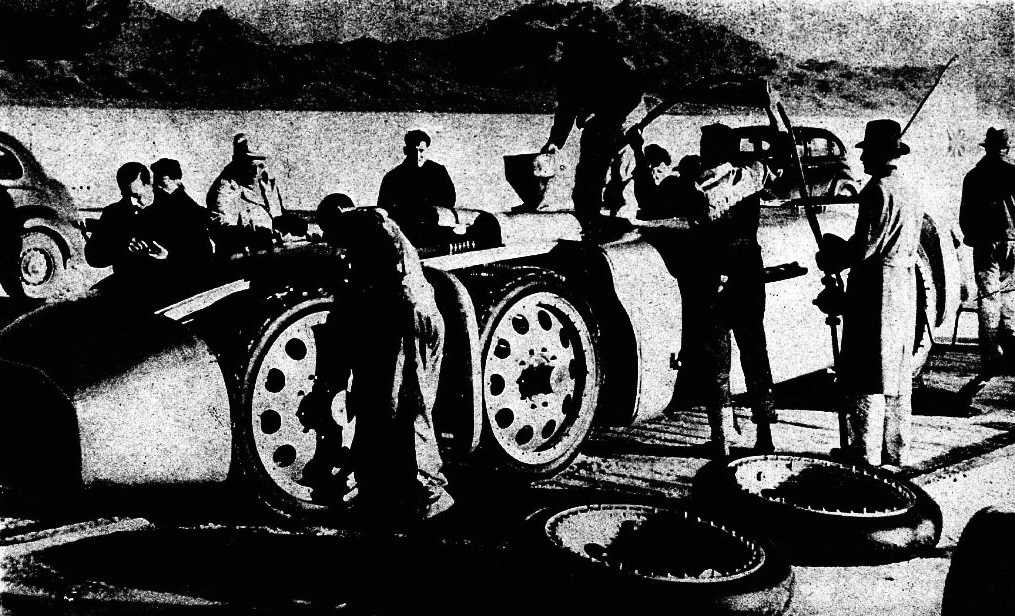
George Eyston réalise 502,11 km/h à Bonneville Salt Flats sur Thunderbolt 73L, en novembre 1937 (record du monde).

Pour les tentatives de 1939, la rationalisation a encore augmenté. Le refroidissement se fait maintenant par un réservoir de glace fondante plutôt qu'un radiateur (comme d'abord fait sur la Golden Arrow). Un nez arrondi remplace maintenant l'admission d'air du radiateur précédent et l'aile de stabilisation a été supprimée, le tout donnant une apparence plus proche de la Railton de Cobb.

## Thunderbolt aujourd'hui
Thunderbolt a été exposée dans le Pavillon britannique à l'Exposition du centenaire de la Nouvelle-Zélande en 1939-40, elle était également en tournée en Nouvelle-Zélande durant la Seconde Guerre mondiale, mais fut probablement détruite par un incendie dans un entrepôt de Rongotai.
Un moteur survivant peut être vu au musée des Sciences de Londres.